# تیزیانو آندری
تیزیانو آندری (انگلیسی: Tiziano Andrei؛ زادهٔ ۱ ژانویهٔ ۱۹۹۸) بازیکن فوتبال است.